# Orival Pessini
Orival Pessini (Pompeia, 26 de agosto de 1944 – São Paulo, 14 de outubro de 2016) foi um comunicador, ator, apresentador, compositor, cantor, humorista e artista plástico brasileiro, conhecido por seus personagens Sócrates, Charles, Fofão, Patropi, Juvenal, Ranulfo Pereira, Clô (baseado em Clodovil Hernandes), Frank (em homenagem a Frank Sinatra) e outros em programas e comerciais para a TV, e também por utilizar máscaras de látex (feitas por ele próprio) na composição de seus personagens.

## Carreira
Filho de David Pessini e Erminia Colombo, ambos filhos de imigrantes italianos, Pessini iniciou sua carreira no teatro amador e posteriormente começou a aparecer em comerciais famosos como dos produtos “Jarrão da Ki-Suco”, “Campanha da AACD” e “Tigre da Kellogg’s”. Sua estreia na TV foi no infantil “Quem Conta Um Conto” na TV Tupi em 1963. Durante este período, Orival começou a desenvolver uma técnica própria, criando máscaras de látex com movimento, a fim de poder interpretar diversos personagens no palco, do mesmo jeito que Chico Anysio interpretava diversos personagens na TV. Na década de 1970, interpretou os macacos Sócrates e Charles, do Planeta dos Homens (Globo). Em 1988, estreia o personagem Patropi, no programa Praça Brasil da Rede Bandeirantes, sendo convidado para atuar em outros programas como Escolinha do Professor Raimundo (Globo) e A Praça é Nossa (SBT). Paralelo ao seu trabalho na TV, Orival apresentava nos teatros um show solo chamado de Patropi e Cia.
Foi no programa Balão Mágico (Globo) que Orival criou os bonecos Fofão e Fofinho, sendo que o primeiro, cuja jardineira foi confeccionada por Ney Galvão, era interpretado por Orival. Fofão fez tanto sucesso que, com o fim do programa global, ganhou seu programa diário TV Fofão (Bandeirantes), no qual apresentava quadros humorísticos e desenhos animados. Também estrelou um filme para o cinema (Fofão e a Nave sem Rumo) em 1989, teve vários produtos licenciados com seu nome e lançou 10 discos.
Em 2014, Orival atuou sem máscara na série global Amores Roubados como o padre José, contracenando com Patrícia Pillar. Neste mesmo ano, seu personagem Fofão desfilou no carnaval sendo homenageado pela escola Rosas de Ouro que trouxe o tema "Inesquecível" relembrando figuras que marcaram a vida de muita gente.
Morreu em 14 de outubro de 2016, aos 72 anos, após ser internado no Hospital São Luiz, em São Paulo, para fazer tratamento contra um câncer no baço.
Após sua morte, as máscaras (e seus moldes) dos seus personagens foram destruídas. Era um desejo do ator, que temia que alguém fizesse mau uso do material.

## Personagens
- Fofão - começou no programa infantil Balão Mágico, que teve exibição pela Globo no início dos anos 1980. Depois, o personagem foi transferido para a Bandeirantes em que ganhou um programa próprio: a TV Fofão; Destaque para o seus bordões: "Bilu-Bidu Alua-Iê pra todo mundo.", "Tavares, Tavares.", "Alô amiguinhos da TV Fofão.", "Daqui a Pouco, tem mais TV Fofão." e "TV Fofão está de volta!."
- Patropi - típico hippie, convidado de Praça Brasil e A Praça é Nossa, aluno da Escolinha do Professor Raimundo, da Escolinha do Barulho e da Escolinha do Gugu. Dizia-se um aluno de comunicação na PUC, mas que só dizia frases e palavras para a abertura de canal, assim como todo jogador ou técnico de futebol sempre faz. Havia iniciado o curso universitário e ainda não havia terminado, demorando em vários semestres o término. Alguns de seus bordões são: "Sei lá, entende?!", "Pa-daqui, pa-dali. Pa-de cá, pa-de lá", "Oh lôco bixo!" e "Sem crise, meu." O nome do personagem fazia referência a música "País Tropical", de Jorge Ben Jor, sucesso na voz de Wilson Simonal.
- Juvenal - personagem fanho que se dizia muito veloz, mas dava a entender que vacilava e sempre era apanhado nas situações mais constrangedoras e embaraçosas. Era também um grande azarado.. Seu bordão mais conhecido era "Ele veio numa ve-lo-ci-dade..."
- Ranulfo Pereira - personagem do programa Uma Escolinha Muito Louca. Aposentado revoltado que reclama de tudo quando se lembra da sua aposentadoria. Destaque para o seu bordão: "Se a gente não reclamar, vai ficar do jeitinho que está!"
- Sócrates - sempre falava de coisas filosóficas mas de um modo bem ridículo para, obviamente, serem engraçadas. Destaque para seu bordão: "Não precisa explicar; eu só queria entender!". Fez parte do programa humorístico Planeta dos Homens, exibido pela Globo nos anos 1970.
- Sr. Campos - personagem que era o avô da Alícia (Fernanda Concon) e dono do acampamento Panapaná em Carrossel: O Filme e Carrossel 2: O Sumiço de Maria Joaquina.
- Padre José - na minissérie Amores Roubados.

## Filmografia

### Televisão
| Ano       | Título                          | Personagem                    |
| --------- | ------------------------------- | ----------------------------- |
| 1963      | Quem Conta Um Conto             | —                             |
| 1976-1982 | Planeta dos Homens              | Macacos Sócrates e Charles    |
| 1982      | Mário Fofoca                    | Falso Fofoca/ ET Extra Tomate |
| 1982      | Estúdio A ... Gildo!            | —                             |
| 1983-1986 | Balão Mágico                    | Fofão                         |
| 1986-1989 | TV Fofão                        | Fofão/Apresentador            |
| 1987      | Praça Brasil                    | Patropi                       |
| 1991      | Escolinha do Professor Raimundo | Patropi                       |
| 1994-1998 | TV Fofão                        | Fofão/Apresentador            |
| 1999-2001 | Escolinha do Barulho            | Patropi                       |
| 2001      | A Praça É Nossa                 | Patropi                       |
| 2008-2010 | Uma Escolinha Muito Louca       | Ranulfo Pereira               |
| 2011-2013 | Escolinha do Gugu               | Patropi                       |
| 2014      | Amores Roubados                 | Padre José                    |

### Cinema
| Ano  | Título                                  | Personagem |
| ---- | --------------------------------------- | ---------- |
| 1975 | O Super Manso                           | —          |
| 1979 | O Guarani                               | —          |
| 1989 | Fofão e a Nave sem Rumo                 | Fofão      |
| 2015 | Carrossel: O Filme                      | Sr. Campos |
| 2016 | Carrossel 2: O Sumiço de Maria Joaquina | Sr. Campos |